# Ole Kirk Christiansen
Ole Kirk Christiansen (7. duben 1891, Filskov – 11. březen 1958, Billund) byl dánský podnikatel, zakladatel hračkářské firmy Lego.

## Život
Narodil se v chudé rodině v západním Dánsku. Vyučil se tesařem, ale během Velké hospodářské krize přišel o práci. V roce 1932 si tak začal vydělávat na živobytí výrobou dřevěných hraček. V roce 1934 dal firmě název Lego, což byla vlastně zkratka dánských slov leg godt („hrát si dobře“) – až mnohem později Christiansen zjistil, že slovo v latině značí „dát dohromady“, což korespondovalo se stavebnicí, jež firmu proslavila. Avšak zpočátku dělal miniaturní verze domů a nábytku ze dřeva. O hračky začal být zájem a v rozletu firmu nezabránil ani požár, který v továrně vypukl roku 1942. I přes úspěch dřevěných hraček, v roce 1947 se rozhodl vsadit i na plasty. Zpočátku vyráběl malé plastové medvědy a chrastítka. V roce 1949 produkoval již více než 200 plastových a dřevěných hraček. Ve stejném roce vznikly první kostky, které bylo možno spojovat dohromady. Byly ještě poměrně veliké. Teprve v roce 1958 přišla firmy s menšími kostkami, díky čemuž narostla variabilita toho, co z nich šlo vytvořit. Systém si firma nechala patentovat a rychle zaznamenala komerční úspěch. Toho roku však také Ole Kirk Christiansen zemřel na infarkt. Hlavní roli ve firmě převzal jeho třetí syn Godtfred Kirk Christiansen.